# Forhistorisk Frankrig
Det forhistoriske Frankrig er det Frankrig, der opstår i Ældre stenalder og som opdeles i et antal underperioder, hvor den første, som man ser levn i Frankrig efter er Olduwankulturen. Det drejer sig om flinteredskaber, der er dateret til at være mellem 474.000 og 424.000 år gamle, som bliver fundet i begyndelsen af 1800-tallet nær Abbeville ved Sommefloden.

## Acheuléenkulturen
På fundstedet Terra Amata ved Nice har man fundet levn fra fortidsmennesket Homo heidelbergensis, der levede her for omkring 400.000 år siden, under det man kalder Acheuléenkulturen.
Andre fundsteder i Frankrig fra denne periode er: Caune de l'Arago, Lazaret, La Micoque og Saint-Acheul

## Mousterienske kultur
Den Mousterienske kultur strækker sig i Frankrig fra 300.000 - 38.000 f. Kr. og man har fundet spor af den på fundsteder i La Borde, Coudoulous, Gargas, Isturitz et Oxocelhaya, Le Moustier og Le Rescoundudou

## Châtelperronienske kultur
Den Châtelperronienske kultur strækker sig fra 38.000-32.000 f.kr. og man har fundet spor fra den i: Arcy-sur-Cure, Gargas, og Isturitz et Oxocelhaya.

## Aurignacienkulturen
Aurignacienkulturen er en senpalæolitisk kultur (dateret til cirka 32.000-29.000 f.Kr.) opkaldt efter en fundplads i Frankrig. Redskaberne blev først og fremmest lavet ud fra flækker. Mange af de kendte hulemalerier i Frankrig og Spanien sættes blandt andet i forbindelse med Aurignacienkulturen.
fundpladserne i Frankrig omfatter: Arcy-sur-Cure, Chauvet, Abri de Cro-Magnon og Isturitz et Oxocelhaya.

## Gravettien
Gravettien strækker sig fra 29.000-22.000 f.Kr. og er opkaldt efter fundstedet La Gravette i Bayac i Dordogne. Øvrige fundsteder omfatter Cosquer, Abri de Cro-Magnon, Cussac, Gargas, Isturitz et Oxocelhaya, Pech Merle og Vilhonneur.

## Solutréen
fundet i Cros du Charnier, Solutré-Pouilly, Saône-et-Loire
Peioden Solutréen går fra 22.000-17.000 f.Kr. Man har fundet spor af den i Cosquer, Isturitz et Oxocelhaya og Solutré.

## Madeleinekulturen
For omkring 19.000 år siden, i Weichsel-istidens sidste faser, bredte en eksistensform sig udover det mellemeuropæiske område nord for Alperne. Madeleinekulturen har navn efter fundstedet La Madeleine, en hule ved Vézèrefloden i Dordogne, Frankrig.
Der skelnes mellem tidlig, mellemste og sen Madeleinekultur. Disse er hver underinddelt i to faser, en ældre og en yngre, således, at der i alt skelnes mellem 6 faser.
- Flinteredskaber fra Acheuléenkulturen
- Flinteskraber fundet i Noisetier-grotten Hautes-Pyrénées fra den Mousterienske kultur
- Et udvalg af flinteredskaber fra Soulutreenperioden